# L'Enlèvement d'Orithie
L'Enlèvement d'Orithie (ou Aquilon et Orithie) est le titre d’une cantate de Jean-Philippe Rameau inspirée par une légende de la mythologie grecque rapportée par Ovide dans le Livre VI des 
Métamorphoses, à la suite d'une tragédie d'Eschyle.

## La légende

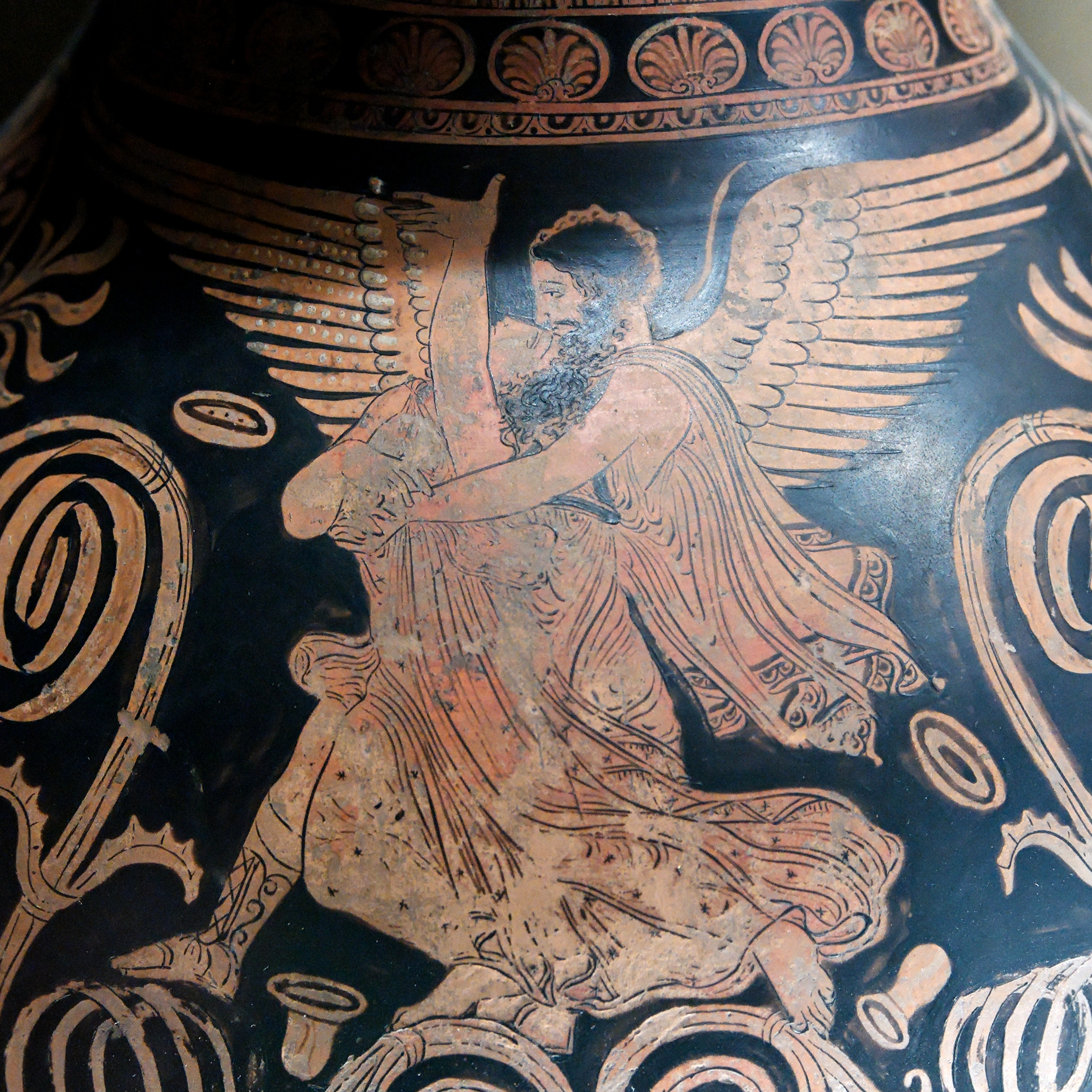
Enlèvement d'Orithye par Borée, œnochoé apulienne à figures rouges du Peintre de Salting, v. 360 av. J.-C., musée du Louvre

Orithye était une princesse athénienne d'une beauté sans pareille et Borée (l'équivalent grec d'Aquilon) « soupira longtemps en vain pour Orithye. (...) Orithye lui fut refusée tant qu'il se borna à la demander, tant qu'il employa d'inutiles prières. Voyant enfin qu'il n'obtenait rien de ses soins respectueux, il s'abandonne à sa violence, et reprend son fougueux caractère » à la suite de quoi il enlève Orithie par force (et, selon le texte de la cantate, du plein gré de cette dernière ...)

## La cantate
La cantate est nommément citée par Rameau dans sa célèbre lettre du 26 octobre 1727  à Antoine Houdar de La Motte quand il sollicite le poète de lui fournir un livret d’opéra. Rameau essaie de le convaincre, par cet exemple, de ce qu’il peut faire, bien que manquant de notoriété en tant que compositeur lyrique.

« Informez-vous de l'idée qu'on a de deux cantates qu'on m'a prises depuis une dizaine d'années, et dont les manuscrits se sont tellement répandus en France que je n'ai pas cru devoir les faire graver, à moins que je n'y en joignisse quelques autres, ce que je ne puis pas, faute de paroles. L'une a pour titre L'Enlèvement d'Orithie : il y a du récitatif et des airs caractérisés ; l'autre a pour titre Thétis, etc... »

Dans ces deux œuvres est dépeinte la violence accompagnant les désirs amoureux contrariés.
Cette cantate daterait des années 1715 à 1720, et est connue par un recueil imprimé datant de 1728 (contenant aussi Le Berger fidèle) dans lequel son titre devient Aquilon et Orithie.
Elle est écrite pour une voix de basse  et un ensemble instrumental réduit, soit un violon et une viole avec basse continue.
À noter que Borée et Orithie, sujets d'une des deux premières œuvres lyriques de Rameau engendreront les Boréades, famille sujet de sa dernière tragédie lyrique.

## Texte
Merci de procéder au transfert en conservant l'historique. 
Récitatif
Que j'ai bien mérité la froideur d'Orithie,
S'écriait Aquilon rebuté des mépris
De la beauté dont il était épris.
Ma flamme, disait-il, en fureur convertie
Va faire succéder à mes soins les plus doux,
À mon respect, à mon obéissance
Une barbare violence,
Un impitoyable courroux !
Air un peu gai
Un amant tel que moi doit-il prouver sa flamme
Par les désirs les plus discrets ?
Et de quoi m'ont servi mille soupirs secrets
Mille vœux trop soumis qu'avait formés mon âme ?
Récitatif
Peut-être d'Orithie avec moins de douceur
La fierté sera surmontée.
Éprouvons du moins si son cœur,
Trop insensible à la tendre langueur,
Peut céder aux transports d'une ardeur irritée.
Air vivement
Servez mes feux à votre tour,
Force indomptable, affreuse rage !
Que tout l'univers en ce jour
Soit en proie à votre ravage !
Pénétrez dans le sein des mers,
Confondez le ciel et la terre,
Portez jusqu'au fond des enfers
Toutes les horreurs de la guerre !
Récitatif
Après ces discours menaçants,
Aquilon vole, et ses efforts puissants
Inspirent aux mortels la crainte et la tristesse.
Il enlève Orithie en traversant la Grèce ;
La violence de ses feux
Lui fait connaître enfin quelle en est la tendresse ;
Par un juste retour elle écoute ses vœux.
Air gracieusement et un peu piqué
On peut toujours dans l'amoureux mystère
Trouver le moyen de charmer ;
Celui qui devrait alarmer,
Devient quelquefois nécessaire.
Une beauté peut, sans être sévère,
Refuser l'hommage d'un cœur.
Loin de l'accuser de rigueur,
Essayons toujours de lui plaire.